# Philippe Clement
Philippe Clement (Amberes, Bélgica, 22 de marzo de 1974) es un exfutbolista y entrenador belga. Actualmente está sin club.
Comenzó su carrera profesional en los clubes belgas Beerschot y K. R. C. Genk entre 1992 y 1998, posteriormente fichó por el Coventry City de Inglaterra durante una temporada. Pasó luego diez temporadas en el Club Brujas, entre 1999 y 2009, donde disputó 333 partidos. A nivel internacional disputó 38 partidos con la selección de Bélgica entre 1998 y 2007 y marcó un gol.
Como entrenador llevó al K. R. C. Genk y al Club Brujas a ganar títulos de la Pro League durante tres temporadas consecutivas. En el extranjero, dirigió al A. S. Monaco en la Ligue 1 y al Rangers F. C. en la Scottish Premiership.

## Trayectoria

### Como jugador
Nacido en Amberes, jugó como centrocampista defensivo en el Beerschot, K. R. C. Genk, Coventry City F. C. y Club Brujas. A los 35 años, al finalizar su contrato, regresó a su ciudad natal en junio de 2009 y se incorporó al Germinal Beerschot.

#### Selección nacional
Clement fue miembro de la selección de fútbol de Bélgica, entre los años 1998 y 2007, jugando 9 años en el seleccionado belga, con la cual jugó 38 partidos internacionales y anotó solo un gol por dicho seleccionado. Incluso participó con su selección en una sola Copa Mundial y fue la de Francia 1998, donde su selección quedó eliminado en la primera fase, terminando tercero en su grupo. También participó en la Eurocopa 2000, torneo en que su país organizó en conjunta con sus vecinos de Países Bajos, donde su selección quedó eliminado en la primera fase.

##### Participaciones en Copas del Mundo
| Mundial                        | Sede    | Resultado    |
| ------------------------------ | ------- | ------------ |
| Copa Mundial de Fútbol de 1998 | Francia | Primera fase |

### Como entrenador

#### Inicios
Para la temporada 2012-13, se convirtió en asistente técnico del Club Brujas.En noviembre de 2012 tuvo su primera experiencia como entrenador tras asumir de forma interina durante dos partidos entre la destitución de Georges Leekensy el nombramiento de Juan Carlos Garrido.En septiembre de 2013, asumió interinamente tras el despido del español y luego permaneció como asistente de Michel Preud'homme, hasta el final de la temporada 2016-17.

#### Beveren y Genk
El 24 de mayo de 2017 fue contratado con un contrato de tres años para su primer trabajo como entrenador permanente, en Waasland-Beveren.En diciembre de ese año se trasladó al Genk, donde había jugado anteriormente.Guio a su equipo a la final de la Copa de Bélgica 2017-18, donde perdió por 1-0 ante el Standard de Lieja.No obstante, su equipo ganó la Pro League en la temporada 2018-19.

#### Regreso al Brujas
En mayo de 2019 regresó al Club Brujas con un contrato de tres años.Su equipo perdió la final de la Copa de Bélgica 2019-20 por un solo gol ante el Royal Antwerp.Ganó el título de liga en sus dos primeras temporadasy posteriormente recibió un contrato de duración indefinida.El 17 de julio de 2021, ganó la Supercopa de Bélgica tras vencer al K. R. C. Genk por 3-2 en el estadio Jan Breydel.

#### AS Monaco
El 3 de enero de 2022 dejó el Club Brujas después de tres temporadas y se unió al AS Monaco de la Ligue 1.Llevó al equipo del sexto al tercer lugar en lo que quedaba de su primera temporada, incluida una racha de nueve victorias consecutivas.En la temporada 2022-23, el equipo finalizó en la sexta ubicación y no clasificó a ninguna competencia internacional, lo que provocó su despido en junio de 2023.

#### Rangers
El 15 de octubre de 2023 fue nombrado entrenador del Rangers F. C. de la Scottish Premiership y firmó un contrato hasta junio de 2027.Dos meses después, obtuvo la Copa de la Liga luego de vencer al Aberdeen por 1-0.En febrero de 2025, fue destituido de su cargo después de una derrota en el torneo local que ubicó al club a trece puntos del Celtic.

## Clubes y estadísticas

### Como jugador
| Club                | País       | Año       |
| ------------------- | ---------- | --------- |
| K Beerschot VAC     | Bélgica    | 1992-1995 |
| K. R. C. Genk       | Bélgica    | 1995-1998 |
| Coventry City F. C. | Inglaterra | 1998-1999 |
| Club Brujas         | Bélgica    | 1999-2009 |
| Germinal Beerschot  | Bélgica    | 2009-2011 |

### Como entrenador
| Equipo                     | Div.                | Temporada           | Liga  | Liga | Liga | Liga | Liga |       | Copa | Copa | Copa | Copa  |    | Internacional | Internacional | Internacional | Internacional | Internacional |   | Otros | Otros | Otros | Otros |    | Totales     | Totales | Totales | Totales | Totales | Totales | Totales | Totales |
| Equipo                     | Div.                | Temporada           | Part. | G    | E    | P    | Pos. | Part. | G    | E    | P    | Part. | G  | E             | P             | Pos.          | Part.         | G             | E | P     | Part. | G     | E     | P  | Rendimiento | GF      | GC      | Dif.    |         |         |         |         |
| -------------------------- | ------------------- | ------------------- | ----- | ---- | ---- | ---- | ---- | ----- | ---- | ---- | ---- | ----- | -- | ------------- | ------------- | ------------- | ------------- | ------------- | - | ----- | ----- | ----- | ----- | -- | ----------- | ------- | ------- | ------- | ------- | ------- | ------- | ------- |
| Club Brujas · Bélgica      | 1.ª                 | 2012-13             | 1     | 0    | 0    | 1    | Int. | -     | -    | -    | -    | 1     | 0  | 1             | 0             | Int.          | -             | -             | - | -     | 2     | 0     | 1     | 1  | 16.67%      | 3       | 8       | -5      |         |         |         |         |
| Club Brujas · Bélgica      | 1.ª                 | 2013-14             | 1     | 1    | 0    | 0    | Int. | -     | -    | -    | -    | -     | -  | -             | -             | -             | -             | -             | - | -     | 1     | 1     | 0     | 0  | 100%        | 4       | 0       | +4      |         |         |         |         |
| Waasland-Beveren · Bélgica | 1.ª                 | 2017-18             | 19    | 7    | 4    | 8    | Inc. | 3     | 2    | 1    | 0    | -     | -  | -             | -             | -             | -             | -             | - | -     | 22    | 9     | 5     | 8  | 48.49%      | 43      | 37      | +6      |         |         |         |         |
| Waasland-Beveren · Bélgica | Total               | Total               | 19    | 7    | 4    | 8    | -    | 3     | 2    | 1    | 9    | -     | -  | -             | -             | -             | -             | -             | - | -     | 22    | 9     | 5     | 8  | 48.49%      | 43      | 37      | +6      |         |         |         |         |
| K. R. C. Genk · Bélgica    | 1.ª                 | 2017-18             | 22    | 11   | 6    | 5    | 4.º  | 3     | 1    | 0    | 2    | -     | -  | -             | -             | -             | -             | -             | - | -     | 25    | 12    | 6     | 7  | 56%         | 37      | 29      | +8      |         |         |         |         |
| K. R. C. Genk · Bélgica    | 1.ª                 | 2018-19             | 40    | 24   | 11   | 5    | 1.º  | 3     | 2    | 1    | 0    | 14    | 9  | 3             | 2             | 1/16          | -             | -             | - | -     | 57    | 35    | 15    | 7  | 70.17%      | 128     | 60      | +68     |         |         |         |         |
| K. R. C. Genk · Bélgica    | Total               | Total               | 62    | 35   | 17   | 10   | -    | 6     | 3    | 1    | 2    | 14    | 9  | 3             | 2             | -             | -             | -             | - | -     | 82    | 47    | 21    | 14 | 65.86%      | 165     | 89      | +76     |         |         |         |         |
| Club Brujas · Bélgica      | 1.ª                 | 2019-20             | 29    | 21   | 7    | 1    | 1.º  | 6     | 3    | 2    | 1    | 12    | 3  | 5             | 4             | 1/16          | -             | -             | - | -     | 47    | 27    | 14    | 6  | 67.38%      | 79      | 40      | +39     |         |         |         |         |
| Club Brujas · Bélgica      | 1.ª                 | 2020-21             | 40    | 24   | 7    | 9    | 1.º  | 3     | 2    | 0    | 1    | 8     | 2  | 3             | 3             | 1/16          | -             | -             | - | -     | 51    | 28    | 10    | 13 | 61.44%      | 98      | 59      | +39     |         |         |         |         |
| Club Brujas · Bélgica      | 1.ª                 | 2021-22             | 21    | 11   | 7    | 3    | Inc. | 3     | 2    | 1    | 0    | 6     | 1  | 1             | 4             | FG            | 1             | 1             | 0 | 0     | 31    | 15    | 9     | 7  | 58.07%      | 60      | 54      | +6      |         |         |         |         |
| Club Brujas · Bélgica      | Total               | Total               | 92    | 57   | 21   | 14   | -    | 12    | 7    | 3    | 2    | 27    | 6  | 10            | 11            | -             | 1             | 1             | 0 | 0     | 132   | 71    | 34    | 27 | 62.38%      | 244     | 161     | +83     |         |         |         |         |
| A. S. Monaco Francia       | 1.ª                 | 2021-22             | 19    | 12   | 4    | 3    | 3.º  | 3     | 2    | 1    | 0    | 2     | 0  | 1             | 1             | 1/8           | -             | -             | - | -     | 24    | 14    | 6     | 4  | 66.66%      | 45      | 24      | +21     |         |         |         |         |
| A. S. Monaco Francia       | 1.ª                 | 2022-23             | 38    | 19   | 8    | 11   | 6.º  | 1     | 0    | 1    | 0    | 10    | 4  | 2             | 4             | 1/16          | -             | -             | - | -     | 49    | 23    | 11    | 15 | 54.42%      | 89      | 77      | +12     |         |         |         |         |
| A. S. Monaco Francia       | Total               | Total               | 57    | 31   | 12   | 14   | -    | 4     | 2    | 2    | 0    | 12    | 4  | 3             | 5             | -             | -             | -             | - | -     | 73    | 37    | 17    | 19 | 58.44%      | 134     | 101     | +33     |         |         |         |         |
| Rangers F. C. Escocia      | 1.ª                 | 2023-24             | 30    | 22   | 4    | 4    | 2.º  | 7     | 6    | 0    | 1    | 6     | 2  | 3             | 1             | 1/8           | -             | -             | - | -     | 43    | 30    | 7     | 6  | 75.2%       | 96      | 37      | +59     |         |         |         |         |
| Rangers F. C. Escocia      | 1.ª                 | 2024-25             | 27    | 17   | 5    | 5    | Inc. | 6     | 4    | 1    | 1    | 10    | 4  | 3             | 3             | Inc.          | -             | -             | - | -     | 43    | 25    | 9     | 9  | 65.12%      | 86      | 40      | +46     |         |         |         |         |
| Rangers F. C. Escocia      | Total               | Total               | 57    | 39   | 9    | 9    | -    | 13    | 10   | 1    | 2    | 16    | 6  | 6             | 4             | -             | -             | -             | - | -     | 86    | 55    | 16    | 15 | 70.15%      | 182     | 77      | +105    |         |         |         |         |
| Total en su carrera        | Total en su carrera | Total en su carrera | 287   | 169  | 63   | 55   | -    | 38    | 24   | 8    | 6    | 69    | 25 | 22            | 22            | -             | 1             | 1             | 0 | 0     | 395   | 219   | 93    | 83 | 63.29%      | 768     | 465     | +303    |         |         |         |         |
| 1. 2. 3.                   |                     |                     |       |      |      |      |      |       |      |      |      |       |    |               |               |               |               |               |   |       |       |       |       |    |             |         |         |         |         |         |         |         |

#### Resumen por competiciones
| Competición                  | Partidos | Ganados | Empatados | Perdidos | %      | Resultado        |
| ---------------------------- | -------- | ------- | --------- | -------- | ------ | ---------------- |
| Primera División de Bélgica  | 173      | 99      | 42        | 32       | 65.32% | Campeón          |
| Copa de Bélgica              | 21       | 12      | 5         | 4        | 69.89% | Subcampeón       |
| Supercopa de Bélgica         | 1        | 1       | 0         | 0        | 100%   | Campeón          |
| Ligue 1                      | 57       | 31      | 12        | 14       | 61.41% | 3.er lugar       |
| Copa de Francia              | 4        | 2       | 2         | 0        | 66.67% | Semifinales      |
| Scottish Premiership         | 57       | 39      | 9         | 9        | 73.68% | Subcampeón       |
| Copa de Escocia              | 7        | 5       | 0         | 2        | 71.43% | Subcampeón       |
| Copa de la Liga de Escocia   | 6        | 5       | 1         | 0        | 88.89% | Campeón          |
| Liga de Campeones de la UEFA | 27       | 6       | 9         | 12       | 33.33% | Fase de grupos   |
| Liga Europa de la UEFA       | 42       | 19      | 13        | 10       | 55.56% | Octavos de final |
| TOTAL                        | 395      | 219     | 93        | 83       | 63.29% | 5 Títulos        |

## Palmarés

### Como jugador

#### Títulos nacionales
| Título               | Club          | País    | Año     |
| -------------------- | ------------- | ------- | ------- |
| Copa de Bélgica      | K. R. C. Genk | Bélgica | 1997-98 |
| Copa de Bélgica      | Club Brujas   | Bélgica | 2001-02 |
| Supercopa de Bélgica | Club Brujas   | Bélgica | 2002    |
| Pro League           | Club Brujas   | Bélgica | 2002-03 |
| Supercopa de Bélgica | Club Brujas   | Bélgica | 2003    |
| Copa de Bélgica      | Club Brujas   | Bélgica | 2003-04 |
| Supercopa de Bélgica | Club Brujas   | Bélgica | 2004    |
| Pro League           | Club Brujas   | Bélgica | 2004-05 |
| Supercopa de Bélgica | Club Brujas   | Bélgica | 2005    |
| Copa de Bélgica      | Club Brujas   | Bélgica | 2006-07 |

### Como entrenador

#### Títulos nacionales
| Título                     | Club          | País    | Año     |
| -------------------------- | ------------- | ------- | ------- |
| Pro League                 | K. R. C. Genk | Bélgica | 2018-19 |
| Pro League                 | Club Brujas   | Bélgica | 2019-20 |
| Pro League                 | Club Brujas   | Bélgica | 2020-21 |
| Supercopa de Bélgica       | Club Brujas   | Bélgica | 2021    |
| Copa de la Liga de Escocia | Rangers F. C. | Escocia | 2023-24 |